# Costantino Maes
Costantino Maes (Roma, 28 luglio 1839 – Roma, 24 luglio 1910) è stato un bibliotecario e pubblicista italiano.

## Biografia

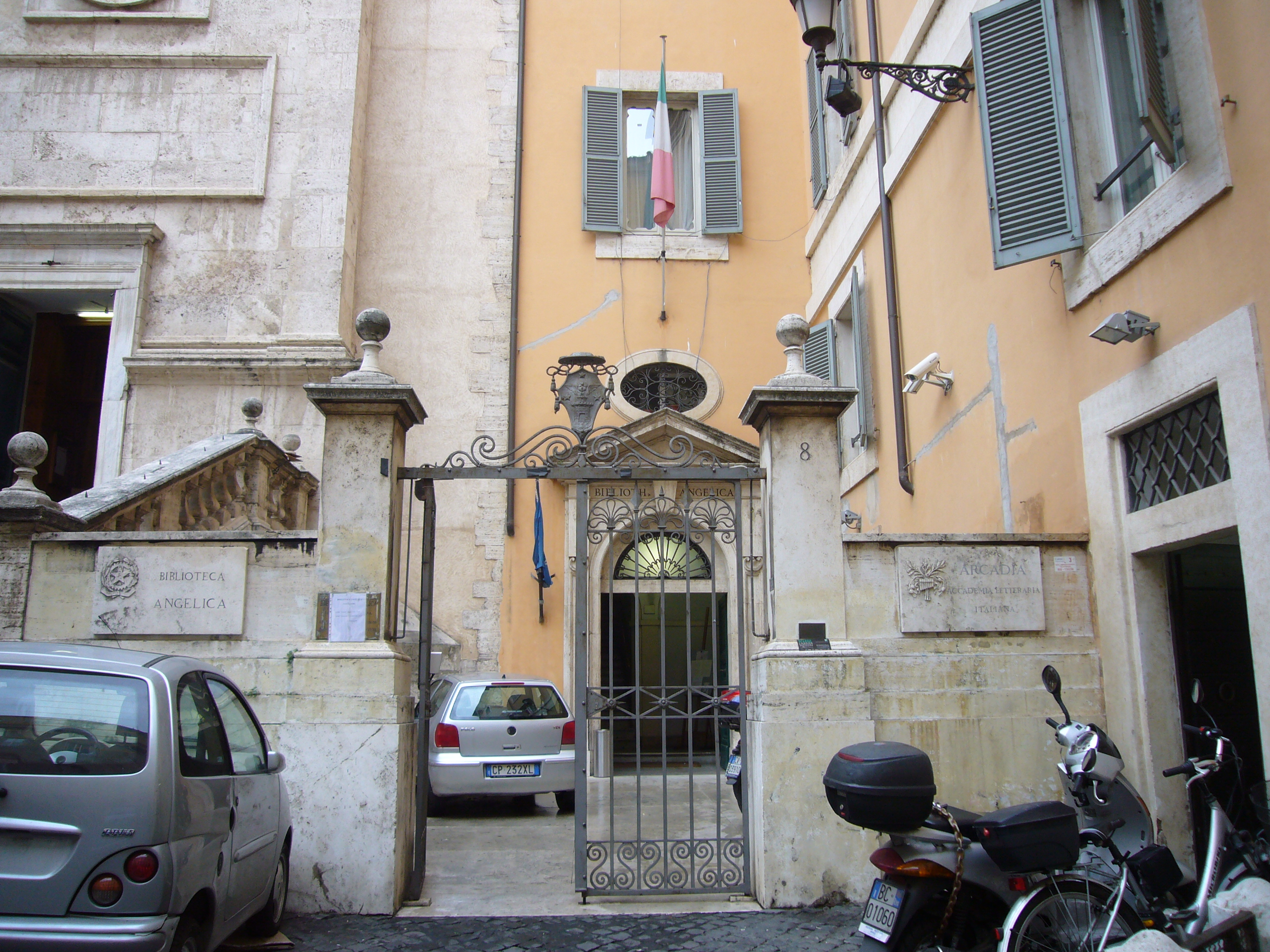
La Biblioteca Angelica ove Maes lavorò come bibliotecario

Nato a Roma nel 1839, dopo gli studi universitari in giurisprudenza e filosofia nell'università romana La Sapienza, ove subì qualche angheria da parte della polizia e dei compagni sostenitori del governo pontificio, Costantino Maes insegnò nelle scuole di Rieti, Orvieto, nel liceo ginnasio Visconti di Roma e a Velletri. Nel 1873 ottenne la nomina a vice bibliotecario della Biblioteca Alessandrina della capitale. Lavorò successivamente in altre biblioteche romane: Nazionale, Angelica e Vallicelliana, compilando vari cataloghi del materiale conservato in quelle istituzioni.
Cultore appassionato di storia romana, Maes scrisse, tra l'altro, un'opera in tre volumi, Curiosità romane, ricca di brevi aneddoti ambientati nei più diversi periodi della storia cittadina, dalla Roma antica, a quella medioevale e rinascimentale, fino agli ultimi anni dello Stato Pontificio. L'opera, pubblicata nel 1885 dall'editore Edoardo Perino, è stata ristampata nel 1983 per le Edizioni del Pasquino. Tradusse in esametri latini un testo del matematico e letterato settecentesco Lorenzo Mascheroni, L'invito a Lesbia Cedonia

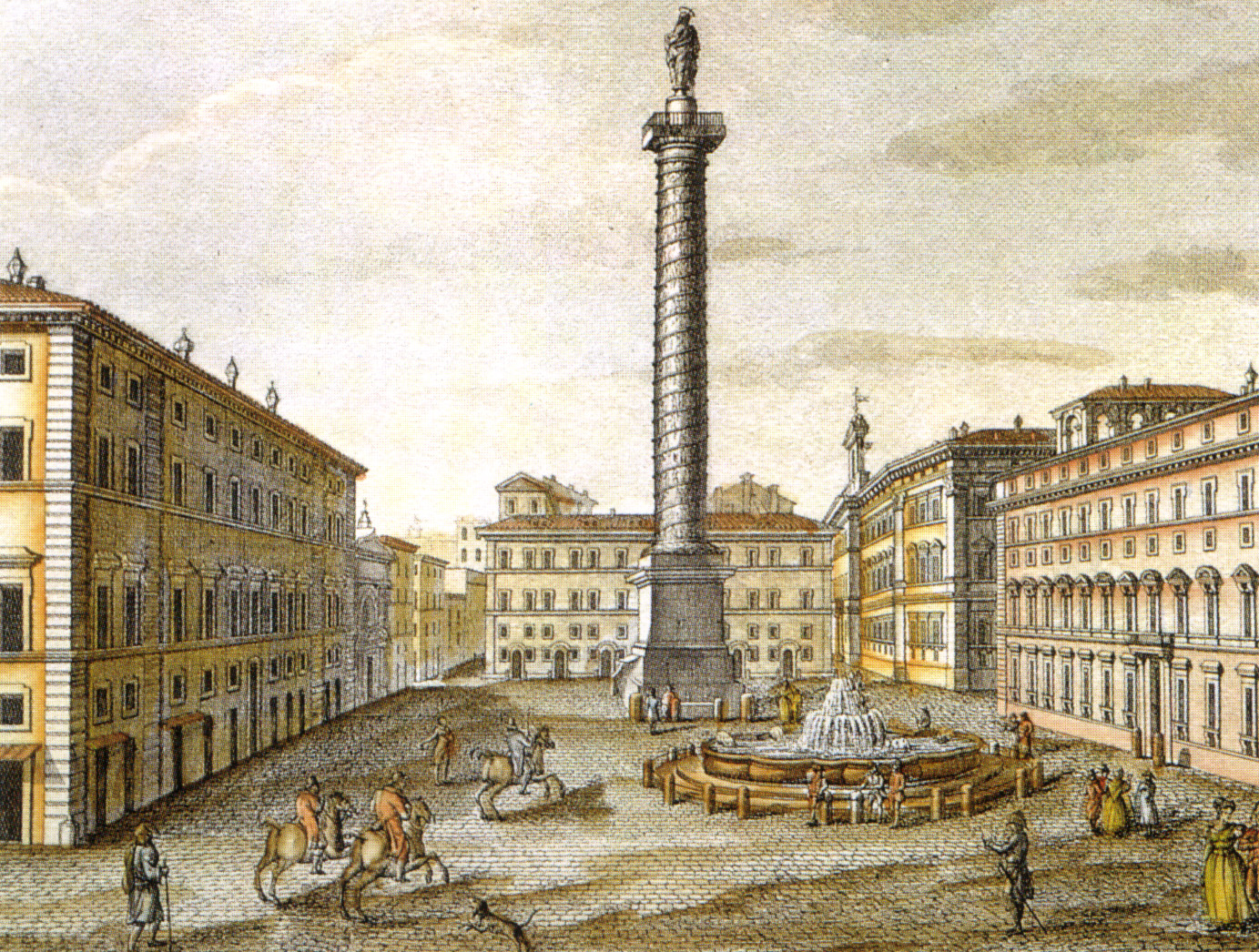
Veduta ottocentesca di piazza Colonna

Nel 1887 riprese la pubblicazione del Cracas, un antico giornale cittadino che, con il nome di Diario Ordinario del Chracas o Diario di Roma, l'omonima famiglia Chracas, tipografi ed editori originari di Spinazzola e poi attivi in Roma dal 1698, aveva già pubblicato dal 1716  al 1848. Maes, unico redattore del settimanale, riuscì con il suo impegno, ad assicurarne l'uscita settimanale sino al 1894.
Vissuto nel periodo cruciale dello sviluppo cittadino, che seguì la breccia di Porta Pia e la proclamazione di Roma capitale con il relativo trasferimento delle amministrazioni dello stato, Maes partecipò con alcuni suoi scritti alle discussioni e alle polemiche sui progetti urbanistici del tempo, quali, ad esempio, Villa Borghese e piazza Colonna.
Nel 1897 presentò un progetto per il recupero delle antiche navi romane, fatte costruire dall'imperatore Caligola e affondate per ordine del Senato dopo la sua morte nel 41 d.C., adagiate sul fondo del lago di Nemi.
Morì a Roma, pochi giorni prima di aver compiuto settantuno anni, nel 1910. Al suo nome, nel 1948, il Comune di Roma ha dedicato una via cittadina nel quartiere Nomentano (Municipio II).

## Opere
- Vita di Marco Terenzio Varrone : rintracciata nelle antiche memorie da Costantino Maes, Rieti, Tip. Trinchi, 1865.
- Breve memoria intorno a Marco Terenzio Varrone per Costantino Maes in appendice alla vita scrittane dal medesimo, Roma, Tipografia delle Belle Arti, 1866.
- Il Circo Massimo, l'Opificio Pantanella, il Circo di Nerone, Roma, Tipografia del Popolo Romano, 1881.
- Saggio d'indice per materie a sistema nuovissimo della R. Biblioteca Universitaria di Roma, Roma, Forzani & C., 1881.
- Il Pantheon : le espropriazioni e le demolizioni alle Terme di Agrippa, Roma, Tipografia del Popolo Romano, 1881.
- Torre Magnanapoli e Via Nazionale, estratto da: Il Popolo romano, giornale del 15 ottobre 1881.
- L'obelisco sepolto e parzialmente in altri tempi impeciato ed incatramato presso S. Luigi dei Francesi, estratto da: Bersagliere, 16 settembre 1882.
- Le terme di Agrippa : prime note archeologiche intorno ai recenti scavi ; Il Pantheon ripristinato a mausoleo dei Re d'Italia, Roma, Tipografia della Pace, 1882.
- Vesta e vestali : guida popolare alle odierne scoperte, Roma, Tipografia dell'Ospizio di S. Michele, 1883.
- La questione di Villa Borghese dichiarata a tutti colla scorta dei documenti in 4 articoli monografici, Roma, Tipografia F.lli Pallotta, 1885.
- Curiosità romane, 3 voll., Roma, E. Perino, 1885. Ristampa anastatica: Roma, Edizioni del Pasquino, 1983.
- La passeggiata pubblica le feste popolari diurne e notturne a Villa Borghese nel 1779, Roma, Tipografia della Pace di Filippo Cuggiani, 1890.
- Saggio dell'intero catalogo di centosei codici greci della Biblioteca Angelica in Roma totalmente descritti ed illustrati da Costantino Maes, Roma, Tipografia della Pace di Filippo Cuggiani, 1894.
- Sic Vos, non vobis. La nave di Tiberio sommersa nel lago di Nemi, Roma, Tipografia della Pace di Filippo Cuggiani, 1895.
- Comitium, Roma, Tipografia della Pace di Filippo Cuggiani, 1899.
- Lacus Curtius non tomba di Romolo, Roma, Tipografia della Pace di Filippo Cuggiani, 1899.
- L'acquisto della Villa Borghese: tre lettere aperte al sindaco di Roma... Emanuele Ruspoli, Roma, Tipografia della Pace di Filippo Cuggiani, 1899.
- Tutte le rovine, le memorie storiche, le ricchezze del Tempio di Giove Capitolino (Capitolium) sommerse e giacenti nelle paludi d'Ostia, Roma, Tipografia della Pace di Filippo Cuggiani, 1900.
- Un'idea per l'adattamento di Piazza Colonna, Roma, Tipografia della Pace di Filippo Cuggiani, 1900.
- Il primo trofeo della Croce eretto da Costantino il grande nel Foro romano, ossia la 6. e la 7. delle colonne onorarie del foro : dedicato a S.S. Leone XIII, Roma, Tipografia della Pace di Filippo Cuggiani, 1901.
- Basilica PP. Julii i juxta Forum (S. Maria Antiqua, S. Maria de Inferno, S. Maria Liberatrice) con una occhiata indietro a S. Maria Trans Tyberim, Roma, Tipografia della Pace di Filippo Cuggiani, 1901.
- Roma, Fantasie e notizie. Dittico II (l'accesso al foro, traforo del monte capitolino ed esplorazione delle favissae del Tempio di Giove), Roma, Tipografia della Pace di Filippo Cuggiani, 1902.
- Una incognita archeologica : il gruppo marmoreo di Lacoonte forse il vero originale greco ancora sotterrato nellʼipogeo della chiesa di S. Pudenziana in Roma, Roma, Tipografia della Pace di Filippo Cuggiani, 1904.
- Il risollevamento delle navi romane dal lago di Nemi : memorandum all'on Comitato per le feste Giubilari del Regno d'Italia 1911, Roma, Tip. ed. Romana, 1907.

### Opere consultabili in rete
- Breve memoria intorno a Marco Terenzio Varrone per Costantino Maes in appendice alla vita scrittane dal medesimo, Roma, Tipografia delle Belle Arti, 1866. Google libri.